# Zaskoczyn (SIMC 0176360)
Zaskoczyn (niem. Saskoschin, kaszb. Zaskòczënò) – osada w Polsce położona w województwie pomorskim, w powiecie gdańskim, w gminie Trąbki Wielkie.
W latach 1945–1975 miejscowość administracyjnie należała do tzw. dużego województwa gdańskiego, a w latach 1975-1998 do tzw. małego województwa gdańskiego.
Osada obejmuje wybudowany na początku lat 30., w lesie w pobliżu osady Zaskoczyn, przez Socjaldemokratyczną Partię Wolnego Miasta Gdańska dom wypoczynkowy dla dzieci z niezamożnych rodzin, w którym przebywał m.in. Günter Grass. Po przejęciu władzy w W.M. Gdańsku przez NSDAP, obiekt pełnił funkcję tzw. Adolf-Hitler-Schule. W tym też czasie znalazła się tu neoklasyczna rzeźba znanego austriackiego rzeźbiarza Josefa Thoraka. Przedstawia siedzącą postać matki karmiącej dziecko, zaś na cokole widnieje wykuta sygnatura autora z datą 1942.
Obecnie w budynku znajduje się należący do powiatu gdańskiego Dom Pomocy Społecznej „Leśny”.

## Osady o nazwie Zaskoczyn w gminie Trąbki Wielkie
W gminie Trąbki Wielkie istnieją dwie miejscowości podstawowe typu osada o nazwie Zaskoczyn. Niniejszy artykuł dotyczy osady, która posiada identyfikator SIMC 0176360. Drugą z nich jest osada Zaskoczyn, która posiada identyfikator SIMC 0176354.